# 라스트베가스
《라스트 베가스》(영어: Last Vegas)는 2013년 공개된 미국의 코미디 영화이다. 이 영화는 CBS 필름스를 통해 2013년 11월 1일 극장에 개봉되었다.

## 줄거리
브루클린에서 어린 시절을 함께 보낸 네 친구 샘, 아치, 패디, 빌리는 이제 모두 노년이 되었다. 샘은 플로리다주 네이플스에서 아내와 살고 있다. 두 번 이혼한 아치는 뉴저지주 엥글우드에서, 아내와 사별한 패디는 브루클린에서 각자 혼자 지낸다. 성공한 사업가인 빌리는 캘리포니아주 맬리부에서 31살 여자친구와 동거 중이다.
어느 날 빌리는 여자친구에게 청혼한 뒤 어려서 친구들과 함께 훔쳤던 스카치 위스키 병을 발견하고, 곧바로 샘과 아치에게 연락해 라스베이거스에서 자신의 총각 파티를 열자고 제안한다. 아치는 아들이 건강 문제로 걱정하며 만류함에도 불구하고 떠나기로 결정하고, 패디도 마지못해 합류하기로 한다. 여행 도중 바람을 피워도 된다는 아내의 허락을 받은 샘은 아치, 패디를 데리고 라스베이거스로 향한다.
넷이 라스베이거스에서 뭉친 후 빌리와 패디는 과거 패디의 아내 소피의 장례식에 빌리가 참석하지 않았던 일을 두고 격렬하게 다툰다. 이들은 결혼식이 열릴 아리아를 둘러보던 중 라운지에서 노래하는 다이애나에게 매료된다. 네 친구는 다이애나와 함께 술을 마시며 어울리기로 한다.
아치는 호텔 방 배정을 기다리는 동안 블랙잭 테이블에서 도박을 하다가 큰돈을 따고, 카드 카운팅으로 오해받을까 봐 서둘러 자리를 뜬다. 한편 빌리는 다이애나와 결혼식장을 둘러보며 그녀에게 호감을 느끼게 된다. 이후 네 친구는 수영복 대회 심사위원을 맡게 되고, 카지노 매니저는 아치가 상금을 호텔에서 쓰도록 유도하기 위해 최고급 펜트하우스를 제공한다. 빌리는 축하를 위해 스카치 병을 따자고 제안하지만 패디는 화를 내며 자리를 박차고 나간다. 그날 밤 남은 세 친구는 호텔 나이트클럽에서 술과 춤을 즐기고, 한 젊은 하객이 샘에게 호감을 표한다.
다음 날 패디는 다이애나를 찾아가 과거 빌리와 자신이 동시에 소피를 사랑했고 소피가 자신을 선택했던 이야기를 털어놓는다. 다이애나는 소피라면 패디가 슬픔을 딛고 앞으로 나아가길 바랄 거라고 설득한다. 빌리를 찾아간 패디는 자신이 소피의 죽음을 극복해야 한다는 것을 인정하고, 빌리가 진정으로 사랑하지 않는 여자와 결혼하려는 것에 대해 불만을 표출한다. 샘과 아치는 빌리를 위해 스위트룸에서 성대한 총각 파티를 열기로 한다.
다이애나는 빌리에게 호감을 표현하며 빌리가 진정으로 리사를 사랑하는지 질문한다. 빌리는 스트립을 걸으며 과거 패디와 소피가 사귀기 전 소피가 실은 자신을 선택했지만 패디에게 양보했음을 고백한다. 패디는 다이애나를 파티에 초대하지만 빌리가 다이애나에게 호감을 느끼는 것을 알고 질투심을 느낀다. 빌리가 다이애나에게 패디에게 기회를 주라고 말하자 자신을 소피처럼 취급하는 것에 실망한 다이애나는 파티를 떠난다. 한편 샘은 젊은 하객과 바람을 피우려 하지만 결국 포기한다.
다음 날 아침 패디는 빌리에게 그 누구도 소피에게 그녀가 사랑할 사람을 강요할 수 없었고 자신과 소피는 아름다운 삶을 함께 했다고 말하면서 결혼식을 취소하라고 한다. 빌리는 결혼식을 취소하고, 다이애나를 찾아가 진심을 고백한다. 네 친구는 드디어 스카치 병을 열어 축배를 들지만 패디를 제외한 모두는 술맛이 이상하다는 것을 깨닫는다.
몇 달 후 빌리와 다이애나는 결혼을 발표하며 아치와 패디에게 전화를 건다. 이들은 샘에게도 연락하려 하지만 샘은 아내와 함께 침대에 있는 탓에 전화를 받을 수 없다.

## 출연진
- 마이클 더글러스 - 빌리 거슨 역
- 로버트 드니로 - 패트릭 “패디” 코너스 역
- 모건 프리먼 - 아치볼드 “아치” 클레이턴 역
- 케빈 클라인 - 샘 해리스 역
- 메리 스틴버전 - 다이애나 보일 역
- 제리 퍼라라 - 딘 역
- 로머니 맬코 - 로니 역
- 로저 바트 - 모리스 역
- 조애나 글리슨 - 미리엄 해리스 역
- 마이클 일리 - 에즈라 클레이턴 역
- 브리 블레어 - 리사 역
- 커티스 잭슨 - 50 센트(본인) 역
- 레드푸 - 본인 역
- 베로니카 로사티 - 매력적인 종업원 역